# Шон, Нил
Нил Шон (англ. Neal Schon; 27 февраля 1954, военно-воздушная база Тинкер, Оклахома, США) — американский гитарист, наиболее известный своей работой в группе Journey с 1973 по настоящее время.

## Биография
Нил Джозеф Шон родился 27 февраля 1954 года в семье джазового саксофониста. Начал играть на гитаре в возрасте пяти лет и уже в пятнадцать был практически одновременно приглашён на роль второго гитариста в группу Santana и на место соло-гитариста в новую группу Эрика Клэптона Derek and the Dominos. Шон принял приглашение Карлоса Сантаны. В 1971 году вышел альбом Santana III, в создании которого Нил принимал активное участие. Несмотря на успех и признание, Шону, равно как и клавишнику Грегу Роли, в конце 1972 года пришлось уйти из Santana из-за творческих разногласий с лидером. Через несколько месяцев они основали новую группу The Golden Gate Rhythm Section, которая впоследствии была переименована в Journey. С тех пор Нил Шон является неизменным гитаристом этого коллектива и единственным участником, который играл на всех его записях.

## Дискография

### Сольные альбомы
- Late Nite (1989)
- Beyond the Thunder (1995)
- Electric World (1997)
- Piranha Blues (1999)
- Voice (2001)
- I on U (2005)
- The Calling (2012)
- Vortex (2015)

### СЯном Хаммером
- Untold Passion (1981)
- Here to Stay (1982)

### C Hardline
- Hot Cherie EP (1992)
- Double Eclipse (1992)
- Can’t Find My Way EP  (1992)
- II (2002)

### CAbraxas Pool
- Abraxas Pool (1997)

### C Soul SirkUS
- World Play (2005)